# 오나리몬역
오나리몬역(일본어: 御成門駅, おなりもんえき)은 일본 도쿄도 미나토구에 있는 도쿄 도 교통국 미타 선의 역이다. 부역명은 도쿄 타워 앞(일본어: 東京タワー前)이다. 역 번호는 I 06이다.

## 역 구조
섬식 승강장 1면 2선의 지하역. 궤도 벽은 청색이다. 에스컬레이터와 엘리베이터를 포함하여 총 6개의 출입구가 있다.

### 승강장
| 1 | 도영 지하철 미타 선 | 메구로·무사시코스기·히요시 방면         |
| 2 | 도영 지하철 미타 선 | 오테마치·스가모·니시타카시마다이라 방면 |

시바코엔 방면에 인상선이 있다. 2008년 6월 22일의 시간표 개정까지의 러시아워에는 시로카네타카나와 역의 처리 능력이 많기 때문에 일부 열차가 당 역으로 되돌아갔다. 또한 시운전 열차의 일부도 바뀌고 있는데, 야간 기차 1편성이 유치된다.

## 갤러리

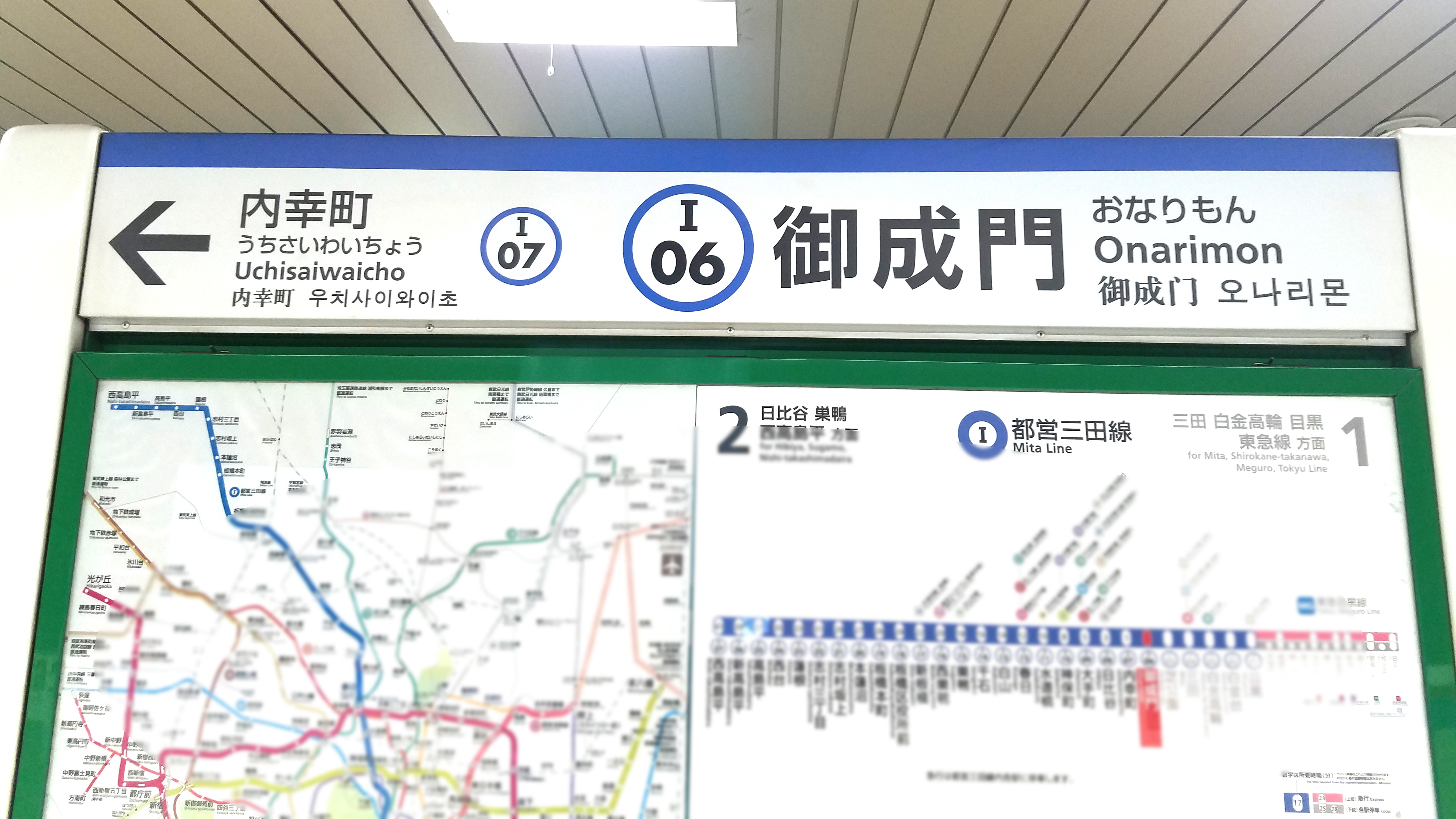
역명판(2019년 12월 10일) (부역명 "도쿄 타워 앞" 빼기 후)
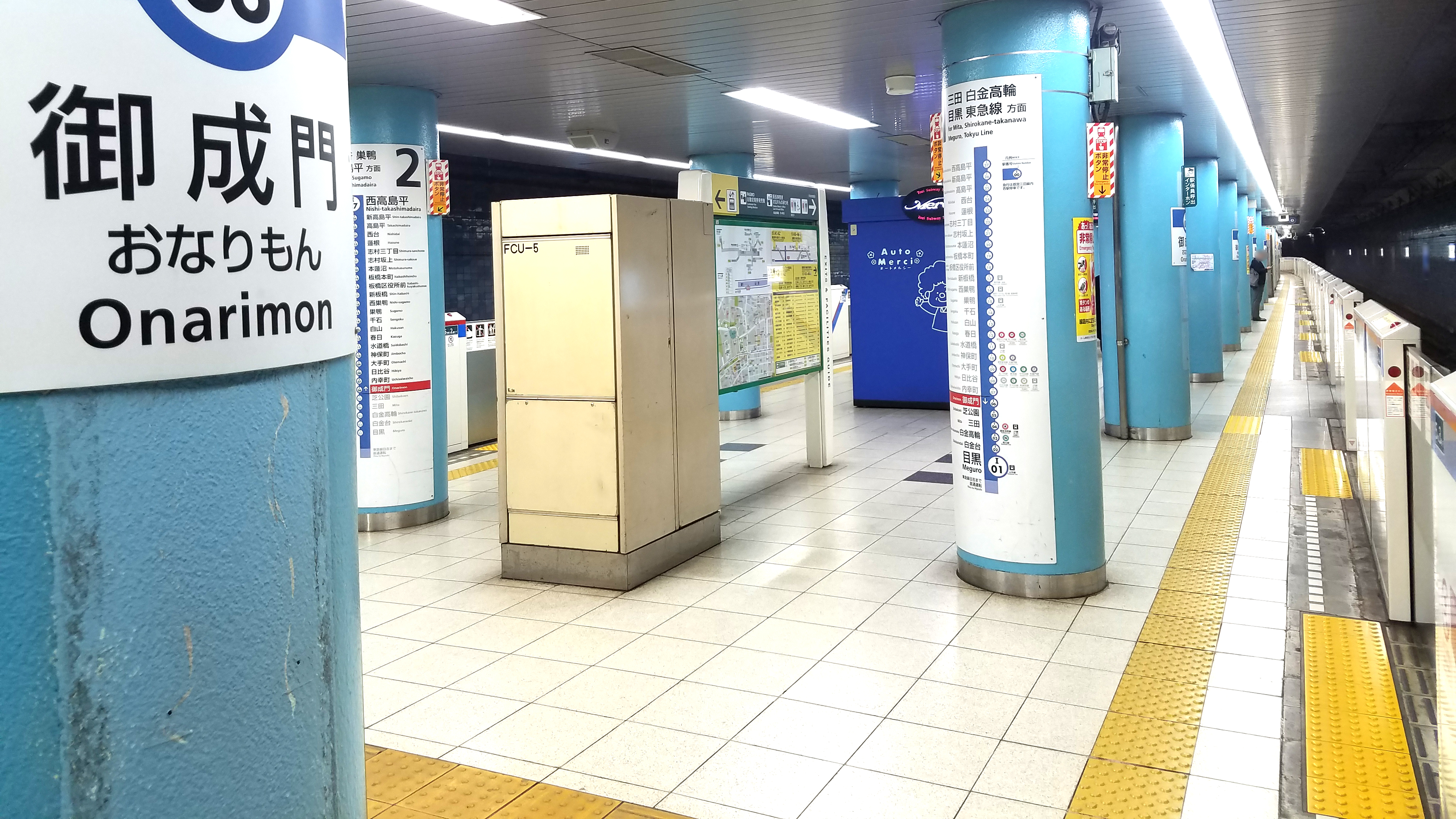
승강장(2019년 12월 10일) (부역명 "도쿄 타워 앞" 빼기 후)

## 역 주변
- 도쿄 타워
- 시바 중・고등학교
- 세이소쿠 고등학교
- 시바 공원
- 게이오기주쿠 대학
- 아타고 그린 힐스
- 아타고 산(山)
  - 아타고 신사
  - NHK 방송박물관
- 일본 적십자사 본사
- 도쿄 지하철 히비야 선 가미야초 역
- 동일본 여객철도 야마노테 선・게이힌 도호쿠 선 하마마쓰초역
- 도영 지하철 아사쿠사 선・오에도 선 다이몬역
- 도쿄 프린스 호텔
- 미나토구청
- 미나토 도서관
- 도쿄 파나소닉 빌딩 1호관
  - 파나소닉 도쿄지사
- 시바다이 신궁
- 이와타니 도쿄본사

## 역사
- 1973년 11월 27일: 영업 개시.
- 1978년 7월 1일: 6호선을 미타 선으로 노선명 변경.

## 역명의 유래
오나리몬 교차점 부근에 동명의 문이 있었다. 과거 조조지역의 북단에 있어서 문은 도쿠가와 장군의 가문 전용 참예 문으로 설치된 것이었다.

## 인접역
| 도쿄 도 교통국 미타 선    | 도쿄 도 교통국 미타 선 | 도쿄 도 교통국 미타 선                      |
| ------------------------- | ---------------------- | ------------------------------------------- |
| I 05 시바코엔 메구로 방면 | 미타 선                | 우치사이와이초 I 07 니시타카시마다이라 방면 |